# Mon (Zwitserland)
Mon (tot 1943 in Duits officieel Mons; Italiaans (verouderd): Maone of Mono) is een voormalige gemeente en is een plaats in het Zwitserse kanton Graubünden, en maakt deel uit van het district Albula. In 2015 is de gemeente gefuseerd samen met de andere gemeenten Alvaneu, Alvaschein, Brienz/Brinzauls, Stierva, Tiefencastel en Surava tot de nieuwe gemeente Albula/Alvra.
Mon telt 91 inwoners.